# DF-459
DF-459 é uma rodovia de ligação do Distrito Federal, sob administração da respectiva unidade federativa. Sua criação foi decidida numa plenária em 1998, mas sua construção ficou em latência até o ano de 2008, quando as obras iniciaram, mas por conta de um suposto superfaturamento sua construção só foi retomada em janeiro de 2012.
A inauguração da rodovia foi realizada em 22 de junho de 2012, num evento que reuniu um número considerável de pessoas. A via passou por beneficiar cerca de quarenta mil pessoas, encurtando o caminho em mais de dez quilômetros entre Ceilândia e Samambaia numa estrada de menos de três quilômetros.
O trecho da DF-459 ainda passa próxima à uma reserva ambiental importante para o Distrito Federal, a Área de Relevante Interesse Ecológico Juscelino Kubitschek e por conta disso medidas de preservação ambiental estão sendo tomadas para que não haja impactos na região.

## Ligações Externas
- Página do DER-DF